# Concepción Sierra Ordóñez
María de la Concepción Sierra Ordóñez  (Asturias - Madrid, 4 de octubre de 2012) fue una jurista española. 

## Biografía
Se graduó en Derecho, Ciencias Políticas y Económicas por la Universidad Autónoma de Madrid, en 1951. Ese mismo año se colegió y participó en el I Congreso Femenino Hispanoamericano Filipino, presentando la ponencia "La mujer en las profesiones".
Desde 1973, por su importante trayectoria profesional, especializada en Derecho de Familia, fue una de las cuatro primeras mujeres juristas que integraron la Comisión General de Codificación del Ministerio de Justicia, junto con María Telo Núñez, Carmen Salinas Alfonso y Belén Landáburu. Los trabajos culminaron con la promulgación de la Ley 14/75 de 2 de mayo de 1975 que devolvió a la mujer su capacidad plena de obrar al eliminar la obediencia al marido, la licencia marital y todas las discriminaciones por razón de sexo excepto dos, la patria potestad conjunta y la administración conjunta de los bienes gananciales.
En 1981, poco después de la Ley de Divorcio, se dedicó, dentro del derecho de familia, a rupturas de contratos matrimoniales o conyugales, siendo reconocida como abogada matrimonialista. En esta fecha, su demanda quedó registrada como la tercera de la ventanilla de asuntos civiles.
Fue fundadora de la Asociación de Mujeres Juristas y de la Asociación de Abogados de Familia. En 2005 fue nombrada vocal del Consejo Asesor del Observatorio Regional de la Violencia de Género, de la Comunidad de Madrid. También fue Académica correspondiente de la Real Academia de Jurisprudencia y Legislación.

## Premios y reconocimientos
En 2001, fue reconocida con la Cruz de Honor de la Orden de Raimundo Peñaflor por su destacada contribución al desarrollo del Derecho. También fue condecorada con la Gran Cruz de la Orden del Dos de Mayo de la Comunidad de Madrid.